# Zweifarbige Schneckenhausbiene
Die Zweifarbige Schneckenhausbiene (Osmia bicolor) ist eine solitäre Wildbienenart der Gattung Osmia aus der Gruppe der Mauerbienen (Familie Megachilidae). Die Art war in Deutschland Wildbiene des Jahres 2013.

## Merkmale
Der Hinterleib der Zweifarbigen Schneckenhausbiene ist rostrot, Kopf und Brust sind schwarz. Die weiblichen Bienen werden acht bis zehn Millimeter groß. Die Drohnen sind kleiner und blasser. Wie bei allen Megachilidae haben die Weibchen an der Unterseite des Hinterleibes dichte Behaarung, mit der sie Pollen transportieren.

### Ähnliche Arten
Andere Arten mit zweifarbiger Zeichnung sind zum Beispiel die Gehörnte Mauerbiene (O. cornuta) und die Steinhummel (Bombus lapidarius).

## Vorkommen
Das Verbreitungsgebiet der Zweifarbigen Schneckenhausbiene erstreckt sich vom südlichen Nordeuropa bis zum nördlichen Südeuropa, in Deutschland ist sie in allen Bundesländern außer Schleswig-Holstein anzutreffen, in den Alpen in Höhen bis 2000 Meter. Sie kommt auf kalkhaltigen Böden, in Grasland und lichten Laubwäldern vor.

## Lebensweise

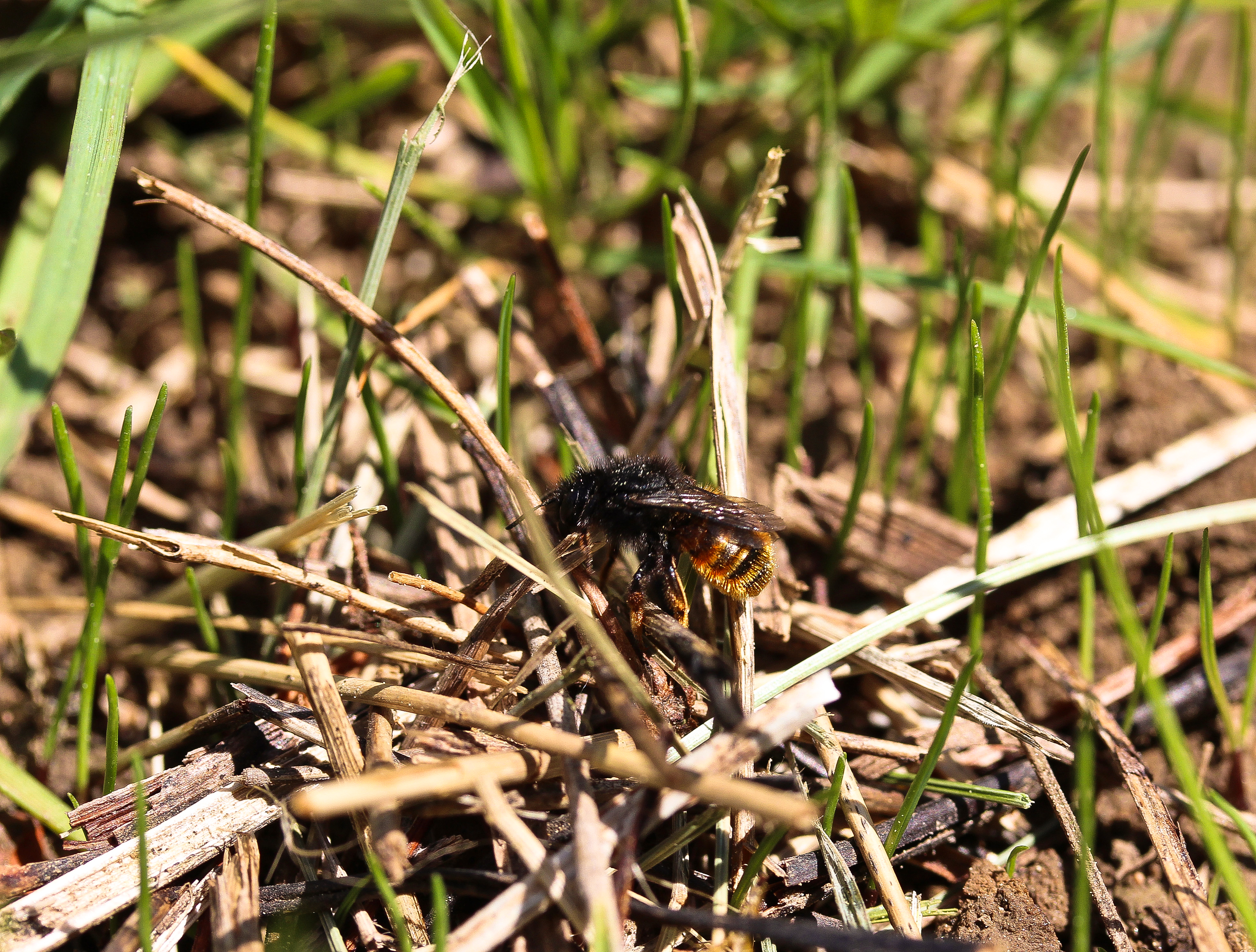
Zweifarbige Schneckenhausbiene (Osmia bicolor) beim Tarnen eines Schneckenhauses mit Grashalmen

Anfang März schlüpfen die Männchen der Zweifarbigen Schneckenhausbiene und beginnen mit der Suche nach geeigneten Schneckenhäusern. Zwei Wochen später schlüpfen die Weibchen und legen ab März/April meistens ein Ei (selten bis zu vier Eier) in einem Schneckenhaus ab. Verwendet werden Schneckenhäuser der Arten Hain-Bänderschnecke (Cepaea nemoralis), Gerippte Bänderschnecke (C. vindobonensis), Garten-Bänderschnecke (C. hortensis), Gefleckte Schnirkelschnecke (Arianta arbustorum), Genabelte Strauchschnecke (Fruticicola fruticum) und Weinbergschnecke (Helix pomatia). Vor der Eiablage tragen die Bienen Pollen und Nektar in das ausgewählte Schneckenhaus, um die Brut zu ernähren. Osmia bicolor kann Pollen und Nektar von vielen verschiedenen Pflanzen verwenden. Danach verschließen die Tiere ihr Schneckenhaus mit einem Mörtel aus zerkauten Blattstücken, gemischt mit Steinchen und Erdkrumen, drehen das Gehäuse so, dass dessen Öffnung zum Boden gerichtet ist, und tarnen es mit Grashalmen und Nadeln von Bäumen. Für gewöhnlich legt eine Biene fünf bis sieben solcher Nester an und stirbt spätestens Anfang Juli. Die Nachkommen schlüpfen im folgenden Frühjahr. Die Zweifarbige Schneckenhausbiene ist also univoltin.

## Synonyme
Die Biene ist auch unter folgenden Namen bekannt:

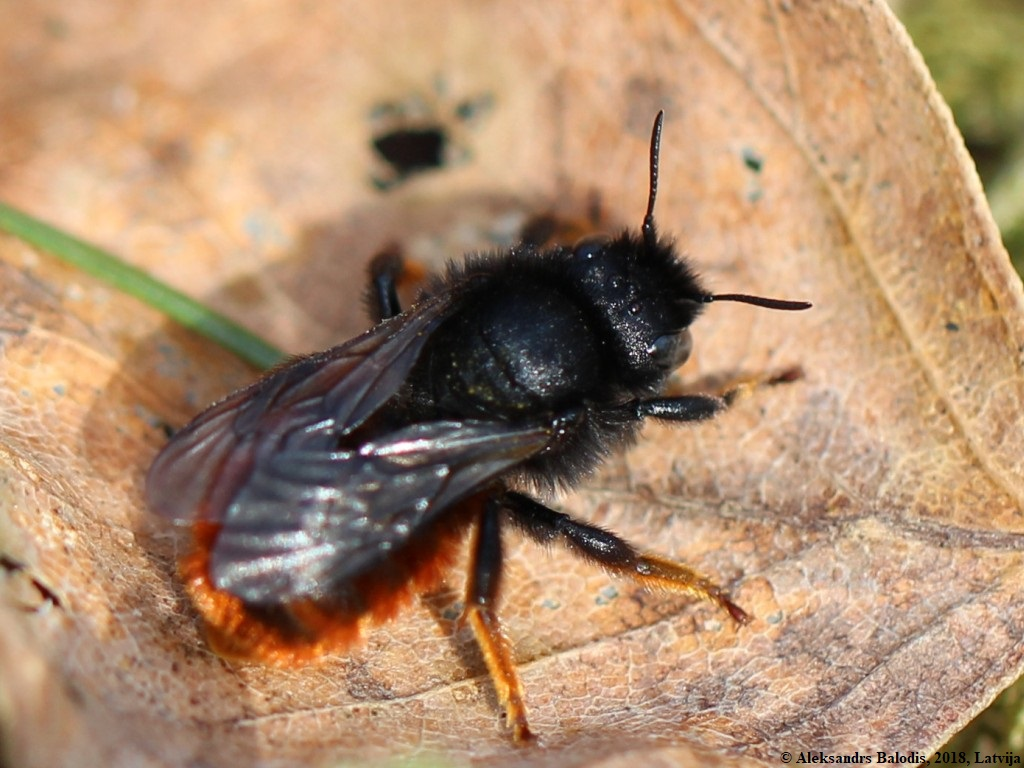
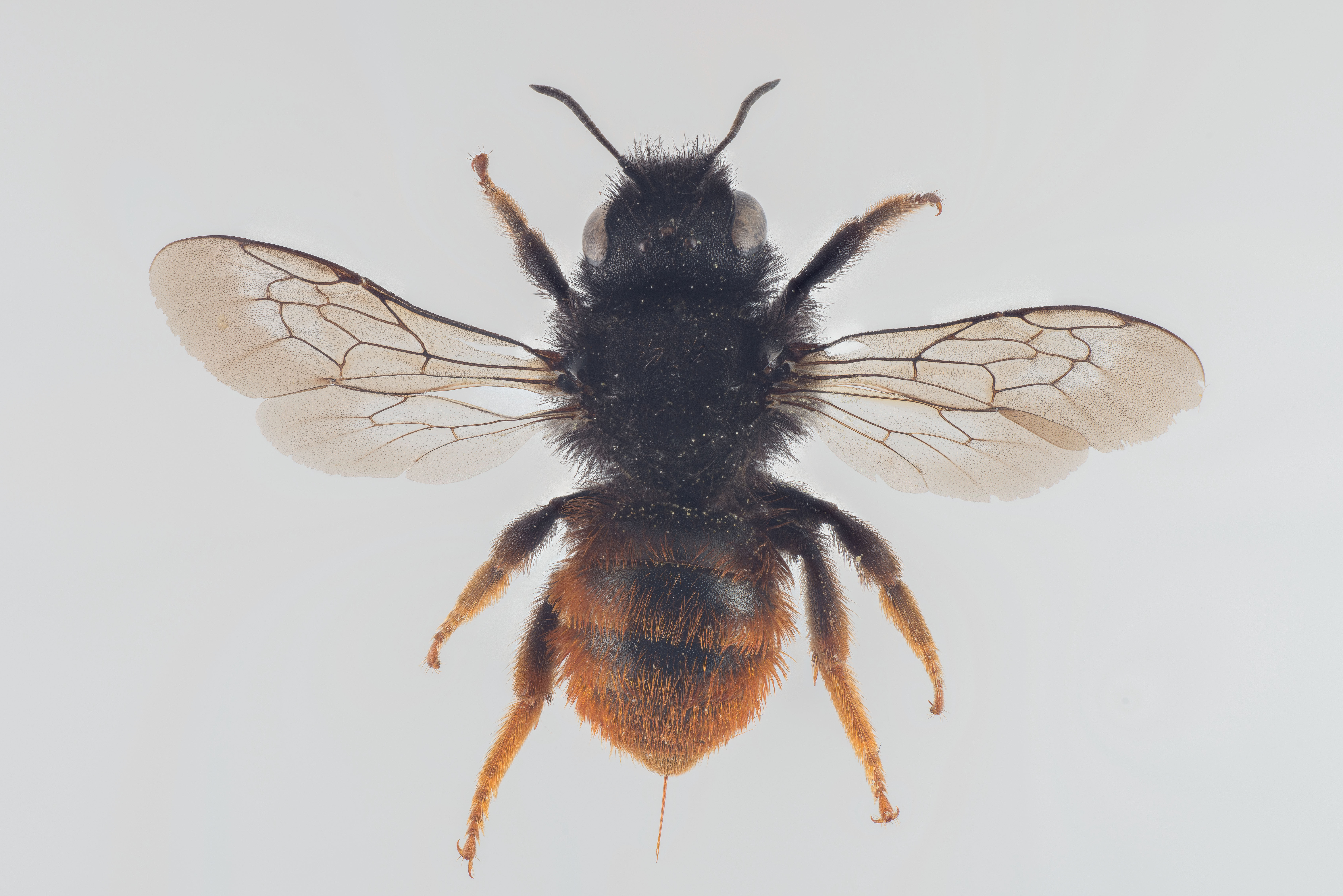

- Apis rustica Geoffroy, 1785
- Apis fusca Christ, 1791
- Apis fuscescens Villers, 1789
- Apis hirundinaria Christ, 1791
- Osmia pyrenaea Lepeletier, 1841
- Osmia fusca Christ, 1791
- Osmia rufitarsis Smith, 1879
- Osmia monachiensis Strand, 1917[5]